# Ponto Chic (Nova Iguaçu)
Ponto Chic é um bairro do município brasileiro de Nova Iguaçu.

## Geografia
Localizado na Região da Posse, faz divisa com os bairros de Cerâmica, Posse e Três Corações, entre outros. É um bairro predominantemente residencial.

### Delimitação
019 – BAIRRO PONTO CHIC
Começa no ponto de encontro da Rua Minas Gerais, Rua João Ferreira Pinto e a Rua Gama. O limite segue pela Rua Gama (incluída) até a Estr. Velha de São José, segue por esta (excluída) até a Rua do Alegrio, segue por esta (excluída) até a Estr. de São José, segue por esta (incluída) até a Linha de Transmissão de Furnas, segue pelo eixo desta, até o prolongamento da Rua Arnaldo Barbosa, segue por este prolongamento e por esta (excluída) até a Estr. Velha de Santa Rita, segue por esta (excluída) até a Estr. de Santa Rita, segue por esta (excluída) até a Rua Anita, segue por esta (excluída) até a Linha Delimitadora do Loteamento do Bairro Três Corações (PAL 111/51), segue por esta linha delimitadora (no sentido Noroeste) contornando o loteamento até a Estr. de Santa Rita, segue por esta (excluída) até a Av. Henrique Duque Estrada Meyer, segue por esta (excluída) até a Rua Zarlu, segue por esta (excluída) até a Rua Zíngaro, segue por esta (incluída) até a Rua João Ferreira Pinto, segue por esta (incluída) até o ponto inicial desta descrição.

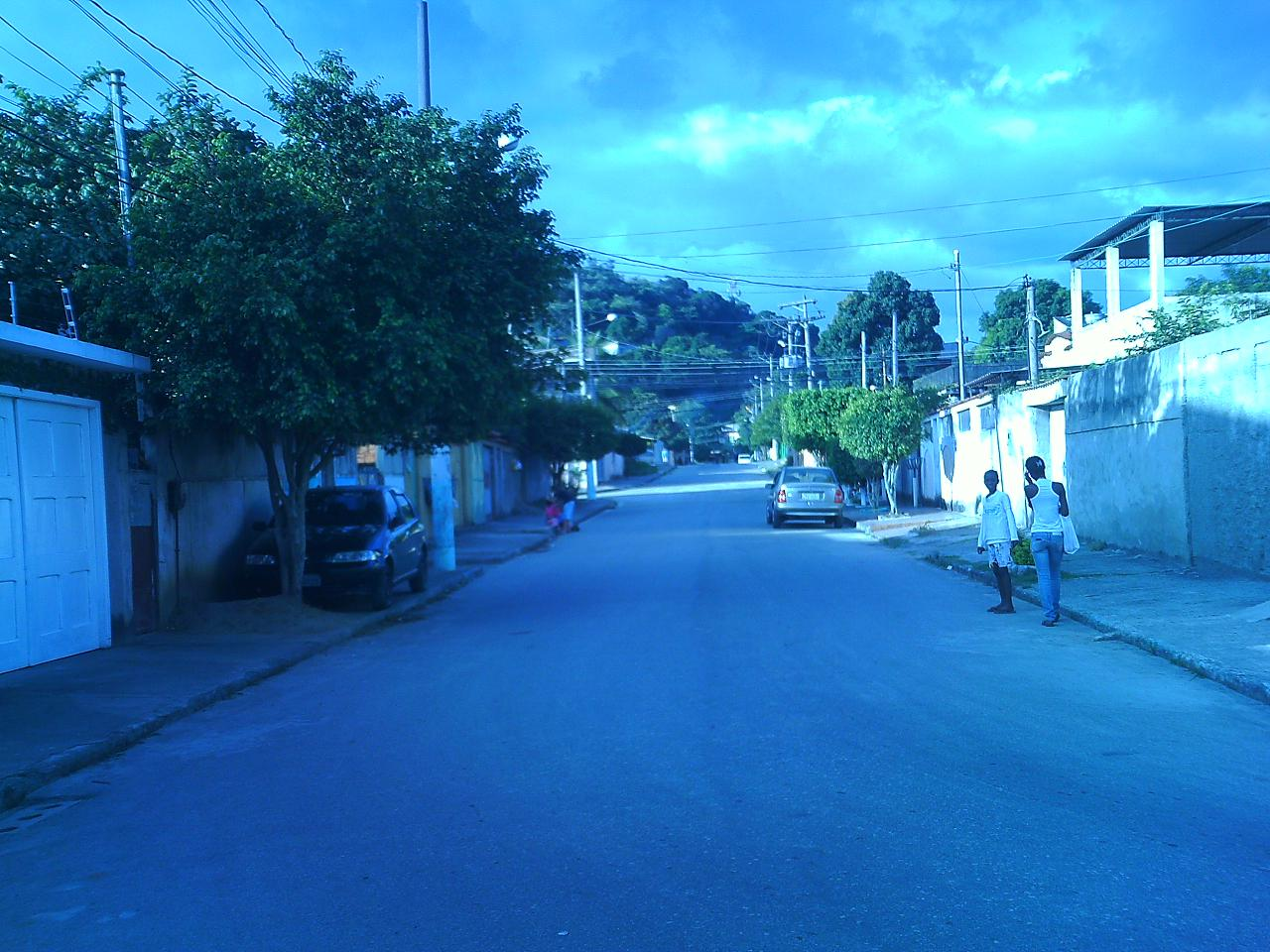
Rua do bairro Ponto Chic.